# Franjo Kogoj
Franjo Kogoj (także Franz Kogoj, ur. 13 października 1894 w Kronau, zm. 30 września 1983) – chorwacki lekarz dermatolog żydowskiego pochodzenia.

## Życiorys
Franz Kogoj urodził się w 1894 roku jako jedyny syn doktora Franza Kogoja. Franz Kogoj starszy studiował medycynę w Wiedniu i przypuszczalnie tam poznał swoją przyszłą żonę.
Franz Kogoj młodszy uczył się w języku serbsko-chorwackim i niemieckim. W 1913 roku podjął studia medyczne na Uniwersytecie Karola w Pradze, a między 1914 a 1918 rokiem służył w c.k. armii, nie został jednak wysłany na front. Studia medyczne kontynuował na Uniwersytecie w Grazu, a ukończył je w Pradze w 1920 roku. Przez następne dwa lata przebywał w Pradze, gdzie uczył się u profesora Šambergera, i w Brnie jako asystent wolontariusz (maj 1922-lipiec 1923). 5 marca 1925 przedstawił swoją dysertację doktorską i został Privatdozentem na wydziale medycznym Uniwersytetu w Brnie. Następnie zdecydował się wyjechać do Zagrzebia, gdzie podjął pracę na wydziale dermatologicznym szkoły medycznej, której szefował wówczas Pavel Savnik.
W 1924 roku, dzięki stypendium Rockefellera, Kogoj spędził dwa lata studiując w Brnie i we Wrocławiu u Josefa Jadassohna. Z jego synem, Wernerem Jadassohnem, przez wiele lat pozostawał w dużej przyjaźni. Po odbyciu stażu w klinice w Breslau, Kogoj uczył się dalej u Pautriera w Strasburgu, i w Paryżu w l'Hôpital Saint Louis. Po powrocie do Zagrzebia przejął po zmarłym Savniku Oddział Dermatologii w szkole medycznej Uniwersytetu w Zagrzebiu. Na stanowisku tym pozostał przez następne trzydzieści trzy lata, do 1965 roku. Od 1933 do 1934 i od 1956 do 1957 roku był dziekanem wydziału medycznego uczelni. Podczas II wojny światowej udało mu się uniknąć niebezpieczeństwa dzięki pomocy przyjaciela, profesora Antona Musgera z Grazu.
W swojej karierze naukowej opublikował 250 artykułów i sześć monografii, poświęconych chorobom skóry. Na jego cześć nazwano odkryte przez niego, charakterystyczne dla łuszczycy krostkowej, krosty Kogoja.

## Wybrane prace
- Histologie des pustuloses amicrobiennes. Bull Soc Francais Dermatol Syph 1962;69:661–70.
- Un cas de maladie de Hallopeau. Acta Derm Venereol 1927/28;8:1–12.
- Hypertrichosis an abheilten Psoriasisherden. Leipzig, 1937
- Mljetska bolest. Zagreb, 1963.
- O postanku nekih bolesti. Zagreb, 1955
- Psoriasis arthropathica liječena penicilinom: ujedno prilog pitanju etiologije. Zagreb, 1945
- Dijagnoza profesionalnog egzema. Zagreb, 1968
- Formenkreis der ichthyosiformen und keratotischen Hauterkrankungen. Stuttgart, 1970
- Izvješća dermatovenerološke klinike u Zagrebu : knjiga 1. - 2 Zagreb, 1952
- Kritički moment kao opća koncepcija antiluičnog liječenja. Izvješća dermatovenerološke klinike u Zagrebu: knjiga 1. - 2